# John Kapelos
John Kapelos (London, 8 de março de 1956) é um ator canadense.
Ele é mais conhecido por suas interpretações do zelador Carl Reed em The Breakfast Club e do detetive Donald Schanke em Forever Knight.